# Saboria (Dorf)
Saboria  ist ein osttimoresisches Dorf im Suco Saboria (Verwaltungsamt Aileu, Gemeinde Aileu). Es liegt in einer Meereshöhe von 945 m.

## Geographie
Saboria liegt in der Südwestspitze des Sucos Saboria, in der Aldeia Saboria. Westlich des Dorfes fließt der Berecali, südlich der Huituco, die sich südwestlich der Siedlung zum Mumdonihun vereinigen. Die Flüsse gehören zum System des Nördlichen Laclos. Am anderen Ufer des Huituco liegt das Dorf Sidole (Suco Fahiria), am gegenüberliegenden Ufer des Berecali das Dorf Uahu (Suco Aissirimou).
Die von Osten kommende Straße teilt sich im Dorf Saboria. Eine Straße geht in Richtung Uahu, eine in Richtung Sidole und die dritte nach Südwesten in Richtung der Gemeindestadt Aileu. Alle drei Straßen überqueren die Flüsse über Furte. Der Wasserstand variiert stark im Wechsel zwischen Trocken- und Regenzeit. Eine weitere Straße führt nach Norden zu einer weiteren kleinen Siedlung der Aldeia.

## Einrichtungen
Im Dorf Saboria steht die Kapelle Nain Feto Sadia Ami (deutsch Unserer Lieben Frau der Gnaden), die Grundschule Saboria (portugiesisch Escola Primaria Saboria) und der Sitz des Sucos Saboria.